# Deltochilum verruciferum
Deltochilum verruciferum là một loài bọ cánh cứng trong họ Bọ hung (Scarabaeidae).